# Televendita

Una moderna televendita del 2015; con in sovrimpressione il numero di telefono, il nome del prodotto e il prezzo.

Una televendita (o telepromozione) è un programma televisivo in cui si pubblicizzano dei beni e si fornisce ai telespettatori la possibilità di acquistarli immediatamente.
Molto spesso, nei canali televisivi emergenti o di livello locale e regionale, le televendite vengono mandate in onda anche per quasi tutta la giornata, per riempire la LCN quando non c'è nient'altro da mandare in onda.

## Quadro normativo italiano
L'autorità per le garanzie nelle comunicazioni nella delibera 538/01/CONS del 26 luglio 2001 espone e definisce le caratteristiche della televendita nell'offerta diretta trasmessa al pubblico attraverso il mezzo televisivo, allo scopo di fornire, dietro pagamento, beni o servizi, compresi i beni immobili, i diritti e le obbligazioni. Il legislatore ha stabilito in generale gli aspetti di tutela dell'acquirente, allineandoli a quelli contenuti nei decreti legislativi 15 gennaio 1992, n. 50 e 22 maggio 1999, n. 185.
Stranamente resta precisamente regolamentata la pubblicità di due servizi che non hanno trovato sviluppo: l'audiotex e il videotex, disciplinati dal decreto del Presidente della Repubblica 4 settembre 1995, n.420, dal decreto del Ministro delle Poste e delle Telecomunicazioni 13 luglio 1995, n. 385, dal decreto-legge 23 ottobre 1996, n. 545, convertito, con modificazioni, dalla legge 23 dicembre 1996, n.650, dal decreto del Ministro delle poste e delle telecomunicazioni 28 febbraio 1996 e dal decreto del Ministro delle comunicazioni 26 maggio 1998.
Di fronte ad una così precisa fissazione di vincoli pubblici per servizi mai decollati, ci si sarebbe aspettato un intervento legislativo o regolamentare preciso e minuzioso; invece il fenomeno delle televendite è esploso senza una particolare regolamentazione sia da parte del potere legislativo sia di quello esecutivo.

### Il codice di autoregolamentazione
Le televendite si sono indirizzate prevalentemente a beni ed a servizi di astrologia, di cartomanzia ed assimilabili, ai servizi relativi ai pronostici concernenti il gioco del lotto, enalotto e simili, tutti campi in cui era facile cadere in forme di sfruttamento della superstizione, della credulità o della paura.
Gli operatori si sono quindi determinati a porre in essere un codice di autoregolamentazione per le vendite di beni e servizi di tali settori con cui le parti si impegnano al rispetto di regole in base alle quali le trasmissioni non devono contenere dichiarazioni o rappresentazioni che possono indurre in errore gli utenti televisivi/consumatori, anche per mezzo di omissioni, ambiguità o esagerazioni, in particolare per ciò che riguarda le caratteristiche e gli effetti del servizio, il prezzo, le condizioni di vendita o di pagamento, le modalità della fornitura, gli eventuali premi, l'identità delle persone rappresentate.
Inoltre le trasmissioni devono evitare ogni forma di sfruttamento della superstizione, della credulità o della paura, non devono contenere scene di violenza fisica o morale o tali da offendere il gusto e la sensibilità dei consumatori per indecenza, volgarità o ripugnanza, non devono offendere o sfruttare le convinzioni morali, religiose e civili dei cittadini, devono rispettare la dignità della persona umana e non devono comportare discriminazioni di razza, religione, sesso o nazionalità.
Le suddette trasmissioni devono comunque essere riservate ad un pubblico maggiorenne. Di ciò viene data segnalazione con ogni mezzo acustico o visivo nel corso della trasmissione.
Viene istituito un comitato di controllo di dodici membri nominati dal Ministro delle comunicazioni di cui sei membri quali espressione dell'emittenza televisiva, sulla base delle indicazioni formulate dalle associazioni dell'emittenza televisiva privata locale e nazionale presenti nella Commissione per l'assetto del sistema radiotelevisivo, nonché da sei membri, tra cui il Presidente della Commissione per l'assetto del sistema radiotelevisivo, quali espressioni del Ministero delle comunicazioni, dell'Autorità per le garanzie nelle comunicazioni, del Consiglio nazionale degli utenti e dei Corecom/Corerat, sulla base delle indicazioni dei singoli organismi.
La presenza di tale codice di autoregolamentazione e del Comitato non ha però, impedito il succedersi di avvenimenti che hanno formato oggetto di interventi della magistratura, conclusisi anche con pesanti condanne.

### La questione del tetto della pubblicità
La legge Gasparri che regolamenta i servizi televisivi aveva escluso le televendite dal computo del tetto massimo della pubblicità e questo fatto aveva determinato una espansione senza limiti in molte TV locali dei tempi riservati ai televenditori.
Il consiglio dei ministri ha approvato agli inizi di ottobre 2006 un testo di riforma in cui le televendite tornano ad essere computate nell'ambito dei limiti per la pubblicità.
L'art. 14 del decreto legislativo 15 marzo 2010, n. 44 ("Attuazione della direttiva 2007/65/CE relativa al coordinamento di determinate disposizioni legislative, regolamentari e amministrative degli Stati membri concernenti l'esercizio delle attività televisive") dispone:
2-bis Le finestre di televendita non concorrono al computo dei limiti di cui all'articolo 38, sono chiaramente identificate come tali con mezzi ottici e acustici e hanno una durata minima ininterrotta di quindici minuti. Nel caso della radiofonia la durata minima è ridotta a tre minuti. [...]»
Quindi le televendite non concorrono al computo dei limiti di affollamento pubblicitario, tuttavia imponendo una durata minima di 15 minuti, è chiaro che molti operatori del settore, non esclusivamente dedicati alle televendite, faranno opportuni ragionamenti sull'uso di ben 15 minuti di "prezioso" palinsesto per una sola televendita.

## L'importanza dei "televenditori"
Non si può negare l'importanza dei televenditori nella nascita e nello sviluppo delle televisioni locali. L'abilità di alcuni di loro era tale da favorire una maggiore partecipazione di pubblico, in termini numerici; ne sono esempi famosi Guido Angeli, Giorgio Mastrota, Alessandro Greco e Davide Mengacci.
Alcuni tra i televenditori più famosi in Italia sono:
- Alessandra Sartori e Gisella Donadoni, presentatrici della Scarpiera Multipla (televendite per la CSR);
- Fabrizia Fabbri, presentatrice di Televendite per l'Amerika Star insieme alla Co-conduttrice Mariavittoria Zarrelli;
- Horst Fuchs e il suo esperto Pepi Rössler (televendite per la Punto Shop Italia);
- Tony Parvizyar di Arte Investimenti;
- Fabrizia Carminati (trasmissione Sempre insieme);
- Gabriele Zoppello (Jolly International; Gi.Pi. Italia e altre televendite);
- Marco Vinetti di Vimarte;
- Adimero Di Prizio detto "Edi" di Telemarket;
- Ninfa Raffaglio televenditrice su Mediashopping;
- Loredana Di Cicco televenditrice su Mediashopping;
- Guido Angeli del mobilificio Aiazzone, suo il motto Provare, per credere!;
- Roberto Da Crema detto il Baffo (DA.BI, Idroitalia, Eurodabi, Televenditalia, Direct; L'Angolo di Roberto, Pubblistore);
- Joe Fowler venditore esperto di hobbistica e fai da te (doppiatori: Alessandro Maria D'Errico e Luca Tusco);
- Giorgio Mastrota (televendite varie);
- Carlo Michelotti della S. T. - Shopping Television e M. C. di Michelotti;
- Alessandro Orlando di Orlando Arte;
- Filippo Conti (presenta il famoso "Dimafango");
- Dimitri Fisichella
- Patrizia Rossetti;
- Francesca Leto (televendite varie);
- Giacomo Commendatore (materassi Eminflex);
- Nilla Pizzi (televendita sull'emittente Tele Club);
- Davide Pase (presenta saltuariamente, le televendite promozionali);
- Iuliana Ierugan (presenta saltuariamente alcune televendite);
- Gianluca Gaudio di Art Live;
- Alessandro Greco (materassi Marion);
- Stefania Orlando (materassi Marion);
- Lucio Garbo di Serenissima Televisione e Canale Italia (presentava saltuariamente varie televendite);
- Marisa Del Frate (trasmissione Gran Bazar);
- Raffaello Tonon (televendite varie);
- Chef Tony (al secolo Anthony Notaro);
- Davide Mengacci (vasche da bagno e docce Easylife);
- Dario Di Stefano (televendite varie fino al 2003, poi televendite presso l'azienda Biennepi);
- Sergio Baracco;
- Giorgio Regali di Orler Tv;
- Cinzia Bertino (presenta le televendite della "Sovrana");
- Rinaldo Venturoli della Hobby Market s.p.a.;
- Dina Saottini della "Boutique dell'arte";
- Francesco Boni di Arte Investimenti;
- Gabriele Boni (figlio di Franco Boni) di Arte Investimenti;
- Roberto Artigiani, il televenditore familiare, anche dirigente di Elefante Tv e Telemondo;
- Marco Senise (vasche da bagno Linea Oceano);
- Cesare Ragazzi nel campo della ricrescita dei capelli;
- Stefano Midiri, storico venditore televisivo nel campo di articoli per la casa, in particolare pentole in acciaio e corredi
- Valter Carbone (Aiazzone Semeraro Mobili) esperto di tappeti orientali ha cambiato il modo ed il linguaggio nelle televendite;
- Gianfranco Guarnieri noto televenditore di gioielli, storico presentatore della televendita "Il rubino" su Rete 9 (la9) e anche all'interno della trasmissione sportiva del circuito televisivo Cinquestelle Casa Mosca, condotto da Maurizio Mosca, dal 1991 al 1996, fu anche conduttore e imitatore di varie parodie di telegiornali;
- Stefano Zucchinali, stufe a pellet e camini della linea Chaleur, macchine acqua Sorgenta;
- Wanna Marchi e Stefania Nobile attive dalla fine degli anni 70 fino al dicembre 2001 per cosmetici, abbigliamento e cure dimagranti Rete A.